# Abiar
Abiar (em árabe: الأبيار; romaniz.: Al Abyār) é uma localidade da Líbia, situada no distrito de Marje. Entre 1983 e 1987, foi capital do distrito de Abiar.